# Pyrinia brunnea
Pyrinia brunnea es una especie de polilla de la familia Geometridae. La especie fue descrita por primera vez por William Warren habiendo sido descrita en 1900, con distribución en Jamaica. Es una polilla pequeña con una envergadura de 26 milímetros (1 plg).